# Lehrkräftegesundheit
Unter Lehrkräftegesundheit versteht man das körperliche und seelische Wohlbefinden von Lehrern im Dienst.

## Stressoren

### Definition
Unter Stressoren versteht man Reize, die beim betroffenen Individuum Stress auslösen können. Dabei wird zwischen äußeren und inneren Stressoren unterschieden. Zu den äußeren Stressoren zählen u. a. „Konflikte im Kollegium, Probleme mit Schülern und deren Eltern, Lärm [und] Zeitdruck.“ Innere Stressoren dagegen wären dementsprechend die „eigene[n] Ansprüche, Erwartungen, Ängste und Gedanken.“
Ob eine bestimmte Situation als unbequem und stressig empfunden wird, bestimmen negative Gefühle. Somit sind Reize, die als Stressoren empfunden werden, abhängig vom betroffenen Individuum. Auf den Lehrerberuf bezogen könnte beispielsweise eine Vertretungsstunde in einer unbekannten Klasse negative Gefühle auslösen und somit als stressend empfunden werden. Um Stressoren zu verringern reicht es demzufolge nicht, lediglich äußere Umstände zu vermeiden. Man muss zusätzlich seine eigene Einstellung zu bestimmten Auslösern überdenken und ändern. Um das oben aufgeführte Beispiel aufzugreifen, könnte man die eben aufgedrückte Vertretungsstunde nicht als Bedrohung und persönlichen Angriff ansehen, sondern vielmehr als eine Herausforderung. Somit muss man durch ein Umdenken die Spannung lösen, bevor sie sich in Stress umwandelt. (siehe Resilienzfaktoren und Salutogenese)

### Auswirkungen
Stress, ausgelöst durch Stressoren, kann zu schwerwiegenden Erkrankungen führen. Vor allem Lehrkräfte sind in ihrer Arbeit sehr anfällig für Stressoren. Ursachen können verschiedene Faktoren, wie gesellschaftliche, psychische, physische und psychosomatische sein.
Die häufigsten Leiden, welche eine Dienstunfähigkeit herbeiführen, sind psychischer Herkunft. Gleich darauf kommen Muskel- und Skelettleiden, gefolgt von Nervenkrankheiten. Trotzdem ist der Trend der Frühpensionierung aufgrund von Dienstunfähigkeit rückläufig. Während im Jahre 2007 noch 23 % der pensionierten Lehrer aufgrund von Dienstunfähigkeit ihren Job niederlegten, waren es im Jahr 2017 nur noch ca. 12 %. Erklären lässt sich diese seit 2001 erkennbare Entwicklung unter anderem durch den 1998 eingeführten Versorgungsabschlag, der 2001 durch das „Gesetz zur Neuordnung der Versorgungsabschläge“ ergänzt wurde. Dieses Gesetz greift im Falle einer Frühpensionierung. Lehrer müssen demzufolge bis zum Pensionsalter arbeiten, um ihr gesamtes, ihnen zustehendes Ruhegehalt zu erhalten.

## Resilienzfaktoren und Salutogenese
Resilienzfaktoren sind Faktoren, welche die innere Widerstandskraft stärken und somit gegen Stress verhelfen können. Durch sie ist es möglich, stressresistenter zu werden. Der Begriff der Resilienz ist eng verknüpft mit der Salutogenese nach Aaron Antonovsky, welche sich mit der Entwicklung von gesundheitsförderlichen und somit gegen Stressoren widerstandsfähigen Kräften auseinandersetzt. Kernpunkt des Ganzen ist das sogenannte Kohärenzgefühl – „ein Gefühl des Vertrauens“, benötigt um gegen äußere und innere Stressoren möglichst widerstandsfähig zu sein. Das Kohärenzgefühl setzt sich aus den drei Teilen Verstehbarkeit, Sinnhaftigkeit und Handhabbarkeit zusammen. Auf den Beruf des Lehrers bezogen geht es dementsprechend darum, ob das Umfeld des eigenen Arbeitens gut überschaubar und ordentlich ist, man einen Sinn in seiner Lehrertätigkeit sieht und ob man durch seine erworbenen Qualifikationen seinen Beruf und die dazugehörigen, teilweise komplexen Aufgaben gut ausführen kann. Wenn man sich allen Teilen bewusst ist und sie erfüllen kann, besitzt man ein hohes Kohärenzgefühl. Zusätzlich spielen aber auch Ressourcen eine wichtige Rolle, die in innere und äußere Ressourcen unterteilt werden. Durch diese ist es erst möglich, die großen drei Bestandteile zur Kohärenz erfolgreich zu erfüllen. Zu den inneren Ressourcen zählen die eigenen körperlichen und charakterlichen Eigenschaften, wie bspw. das Selbstbewusstsein und die Fitness. Äußere Faktoren wären hingegen das soziale Umfeld, um ein Beispiel zu nennen. Je mehr dieser positiven Ressourcen man besitzt, desto besser ist das eigene Kohärenzgefühl ausgeprägt. In einer Belastungssituation kann demzufolge auf eine oder mehrere passende Ressource(n) zurückgegriffen werden, um sich der Spannung zu widersetzen. Aus diesem Grund werden solche Ressourcen auch „Widerstandsressourcen oder Schutzfaktoren“ genannt.
Laut Bründel/Bründel sind die drei Schlüsselressourcen für den Lehrerberuf „die emotionale Bindung, die soziale Unterstützung und Wertschätzung“. Speziell bedeutet das ein gutes Verhältnis zu Lehrerkollegen und vor allem der Schulleitung mit gegenseitiger Unterstützung und Wertschätzung.
Einige dieser Ressourcen bzw. Kompetenzen können angeboren oder auch im Kindesalter schon erlernt worden sein. Es besteht jedoch die Möglichkeit, einige Kompetenzen noch bis ins hohe Alter hinaus zu erwerben und zu praktizieren. Als Basis für den Aufbau von Widerstandsressourcen zählt Werner u. a. angeborene Ressourcen wie „eine generell geringe Neigung zu Trübsal, tendenziell reges Streben nach Geselligkeit, ein hohes physiologisches Aktivitätsniveau oder ein geringes Maß an Reiz- und Erregbarkeit“. Zudem kommen noch „soziale und persönliche Ressourcen wie z. B. situationsadäquates kommunikatives Verhalten, Selbständigkeit oder Problemlösevermögen“. Als hilfreicher „Umweltfaktor“ bewies sich außerdem „die (früh erfahrene) verlässliche Bindung an eine (erwachsene) Bezugsperson“, welche „in den ersten Lebensjahren unterstützende soziale Zuwendung vermittelte und über die Zeit emotionaler Ansprechpartner und positives Rollenmodell blieb“.
Diese Basis ist aber nur optional und es ist nicht zwingend notwendig, alle Basisfaktoren zu besitzen. Wenn man beispielsweise keine verlässliche, erwachsene Bezugsperson von Kind an hat/hatte, besteht noch kein Grund keine Resilienzfaktoren ausbilden zu können.
Zusammenfassend kann man sagen, dass Personen mit einem stark ausgeprägten Kohärenzgefühl und vielen nützlichen damit verbundenen Ressourcen einem Stressor nicht zwangsläufig mit Stress entgegentreten, sondern „eher [mit] Engagement, Hingabe und Bereitschaft, sich mit dem Stressor auseinanderzusetzen“, reagieren.
Resilienz-, Schutz- bzw. Widerstandsressourcen und ein hohes Kohärenzgefühl können also sehr maßgeblich zu einem körperlich und psychisch gesund verlaufenden Lehrerberuf beitragen.

## Studien zur Lehrkräftegesundheit
Die Befundlagen und Diagnosen sind häufig widersprüchlich und ungenau. Dies liegt an methodischen Problemen. Die Items „Gesundheit, Krankheit und Belastungswahrnehmung“ werden oftmals individuell unterschiedlich bewertet. Zudem besitzt jede Lehrkraft individuelle und externe Ressourcen, weshalb sich die einzelnen Angaben zum Gesundheitszustand nur teilweise (und mit Vorsicht) auf den Beruf zurückführen lassen. Demnach lassen sich die meisten Studien – die derartige Einzelfaktoren erheben – nicht auf kausale Zusammenhänge oder gar komplexe systemische Wechselwirkungen übertragen.
Dennoch bieten Statistiken einen Mehrwert; aus ihnen lässt sich erschließen, welche Umstände als belastend oder welche Kompensationsstrategien als hilfreich von vielen Lehrkräften empfunden werden. Zudem können noch Faktoren, wie die hierarchischen Strukturen an der Schule, die Kommunikation und das Kollegium als Ganzes einbezogen werden. Dadurch ist es möglich, wichtige Resilienzfaktoren auszumachen.

### Die DAK-Leuphana Studie
Im Jahr 2011 wurde in Kooperation zwischen der DAK und der Leuphana Universität Lüneburg im Rahmen des Projekts „Gemeinsam gesunde Schule entwickeln“ eine breit angelegte Studie durchgeführt. Hierbei wurden – schulform- und bundesländerübergreifend – die Angaben von 1300 Lehrkräfte aus 29 untersuchten Schulen ausgewertet. Bemerkenswert ist, dass der größte Anteil der befragten Lehrkräfte aus berufsbildenden Schulen kam und nur 3,1 % aus den Grundschulen.
Ein zentraler Punkt der Befragung handelte über die „Durchhaltefähigkeit bis zum Rentenalter“, bei der sich nur 41 % sicher waren, dass sie den Beruf bis zum Erreichen des gesetzlichen Pensionsalters ausüben werden. 44 % der Befragten antworteten mit „vielleicht“, 16 % mit „nein“. Nach dieser Studie konnten sich Lehrerinnen und die Gruppe der Grundschullehrkräfte am geringsten ein Durchhalten bis zur Pension vorstellen. Als „belastende Faktoren des Berufsalltags“ wurde zum einen die Unterrichtstätigkeit an sich, zum anderen aber auch die Arbeitsbedingungen genannt.
Es werden fehlende Ruheinseln im Alltag genannt. In dieser gaben 45 % der Lehrkräfte an, dass sie nur schwer abschalten können, und 30 % beschrieben sich als emotional beansprucht. Dem muss aber angefügt werden, dass der Befragungszeitraum im Mai 2012 war; in diesem Monat haben viele Schulen Abschlussprüfungen.
Auch nach den internen und externen Ressourcen der Lehrkräfte wurde in der DAK-Leuphana-Studie gefragt. Als externe Ressourcen wurde hauptsächlich die soziale Unterstützung in der Familie und der Partnerschaft genannt.
Interne Ressourcen bieten:
- die Unterstützung durch das Kollegium,
- Kooperationen unter Kollegen hinsichtlich des Unterrichts bzw. Unterrichtsvorbereitung,
- Rückmeldungen durch die Schulleitung.

Man geht davon aus, dass vielseitige Ressourcen zu einer höheren Frustrationstoleranz, Ausgeglichenheit und Ruhe führen.

### Die Potsdamer Lehrerstudie
Die einschlägigste Studie zur Lehrkräftegesundheit wurde am Institut für Psychologie an der Universität Potsdam durchgeführt. Sie wird in zwei Etappen gegliedert.
In der ersten Etappe (2000–2003) wurden die Belastungssituationen mithilfe von Fragebögen und dem AVEM-Test analysiert und mit 8000 Vertreter aus vergleichbar psychosozial beanspruchten Berufsgruppen (z. B. Polizei, Krankenpflege, Erzieher) verglichen. Es wurden 16 000 Lehrer, 2500 Lehramtsstudenten bzw. Referendare und 1500 Lehrkräfte aus anderen Ländern befragt.
In der zweiten Etappe wurden Maßnahmen und Unterstützungsangebote entwickelt, um die Belastungen zu vermindern. (siehe Resilienzfaktoren und Salutogenese)

### Das AVEM-Verfahren
Mithilfe des sogenannten AVEM-Verfahrens (Arbeitsbezogenes Verhaltens- und Erlebensmuster) von Uwe Schaarschmidt wurde die erste Etappe der Potsdamer Studie durchgeführt. Nach Schaarschmidt werden vier Muster unterschieden:
- Muster G steht für die „Gesundheit“. Darunter fallen ein starkes aber nicht zu intensives Berufsengagement, positive Gefühle, hohe Widerstandsfähigkeit.
- Muster S steht für die „Schonung“; diese bezieht sich auf das nicht zu exzessive Berufsengagement.
- Muster A steht für die „Anstrengung“, woraus eine Überforderung folgen kann. Durch eine zu hohe Selbstüberforderung entsteht ein Gesundheitsrisiko.
- Muster B steht für einen „Burn-Out“, was das Resultat aus dem Muster A sein kann.[20]

Ausprägung der Einzelmerkmale der vier Muster nach Uwe Schaarschmidt

Die Muster lassen die Faktoren feststellen, die möglicherweise einer Person oder Gruppe gewisse Ressourcen kosten. Allerdings geben sie keine Auskünfte über die Ursachen der Beanspruchungssituationen.